# Приставкін Анатолій Ігнатович
Анатолій Ігнатович Приставкін (*17 жовтня 1931, Люберці — †11 липня 2008, Москва) — російський письменник і громадський діяч.

## Біографія
Народився 17 жовтня 1931 року в місті Люберці Московської області. Під час війни залишився сиротою (мати померла від сухот, батько був на фронті) і почав бродяжити, а потім потрапив в дитячий будинок. У 1944 році дитбудинок, в якому він виховувався, був переправлений на Північний Кавказ — на території, звідки депортували чеченців.
Анатолій вчився в ремісничому училищі, працював з 12 років. У 14 років він втік з дитбудинку, працював в Серноводську на консервному заводі, потім на аеродромі в Жуковському.
Після війни Приставкін став брати участь в самодіяльності, почав сам писати вірші, які незабаром були опубліковані в газеті.
У 1952 році він закінчив Московський авіаційний технікум, працював електриком, радистом, приладником.
Відслуживши в армії, поступив в Літературний інститут ім. М. Горького, який закінчив в 1959 році, займався в поетичному семінарі Льва Ошаніна. У 1958 році він дебютував як прозаїк (у журналі «Юность» був надрукований цикл оповідань «Військове дитинство»).
На початку 1960‑х років Анатолій Приставкін виїхав на Братську ГЕС, працював в бригаді бетонщиків на котловані майбутньої станції, одночасно будучи кореспондентом «Літературної газети» на будівництві ГЕС. У ці роки він написав документальні повісті «Мої сучасники» (1959); «Багаття в тайзі» (1964); «Країна Лепія» (1960); роман «Голубка» (1967).
Повернувшись до Москви, Приставкін не залишає «сибірську» тему, він пише нариси про будівництво БАМа. Широку популярність Анатолію Приставкіну принесла опублікована в 1987 році повість «Ночувала хмаринка золота…» про російських дітей, відправлених в кінці війни в інтернат до Чечні, звідки в цей час депортували всіх місцевих жителів. Повість була перекладена багатьма європейськими мовами.
Анатолій Приставкін — автор більше 25 художніх і документальних книг.
У 1999 році він написав заснований на документальних матеріалах тритомний роман-дослідження на кримінальні теми «Долина смертної тіні», який узагальнив його роботу в комісії з питань помилування. У 2000 році вийшов його роман «Скривджені зоною» (2000), в 2005 році — три повісті: «Судний день», «Перший день — останній день творіння» (у журналі «Нева») і «Вагончик мій дальній» (у журналі «Октябрь»). Серед інших відомих творів — «Ночувала хмаринка золота», «Зозулята», «Солдат і хлопчик», «Синдром п'яного серця», «Рязанка» та інші. Його романи і повісті перекладені багатьма мовами світу, були видані більш ніж в сорока країнах.
Крім літературної діяльності займався суспільною роботою, співробітничав з журналами, викладав.
Був членом Союзу кінематографістів, з 1961 року — членом Союзу письменників СРСР (у 1991—1992 роках співголовою Секретаріату Правління Союзу письменників СРСР). З 1963 по 1966 рік він входив в редколегію журналу «Молода гвардія».
З 1981 року викладав в Літературному інституті, вів семінар прози; був доцентом кафедри літературної майстерності.
З 1988 року Анатолій Пріставкин був співголовою об'єднання письменників «Апрель» при Московській письменницькій організації Союзу письменників РРФСР (Росії), головним редактором журналу «Апрель».
Він був членом Тимчасової наглядової комісії з дотримання конституційних прав і свобод громадян, членом виконкому Російського Пен-центру.
У 1992—2001 роках Анатолій Приставкін працював головою Комісії з питань помилування при Президенті Росії. Він був одним з авторів буклета «Як писати клопотання про помилування» з серії «Знай свої права», виданого Громадським центром сприяння реформі кримінального правосуддя. Коли комісія була розформована, Анатолій Приставкін в статусі радника при Президенті РФ (з 29 грудня 2001 року, 30 березня 2004 року Указом президента РФ перепризначував на цю посаду) брав участь в роботі регіональних органів з помилування, виїжджав в зони і колонії, здійснював взаємодію з міжнародними організаціями, зокрема з Радою Європи. У квітні 2004 року відбулася прем'єра циклу документальних фільмів «Небо в клітку», автором і ведучим якого був Приставкін.
Анатолій Приставкін — лауреат Державної премії СРСР 1988 року в області літератури, мистецтва і архітектури за повість «Ночувала хмаринка золота». За повість «Зозулята» (1989) Приставкін отримав Загальнонімецьку національну премію з дитячої літератури. У 2002 році він став лауреатом міжнародної премії імені Олександра Меня за внесок у розвиток культурної співпраці між Росією і Німеччиною на користь мирного будівництва Європейського дому.
Анатолій Приставкін був одружений, у нього троє дітей, четверо внуків.
Помер 11 липня 2008 року.